# Margaretha Kirch
Margaretha Kirch, född ungefär 1703, död efter 1744, var en tysk astronom. Hon var dotter till astronomerna Gottfried Kirch och Maria Margarethe Kirch, samt arbetade tillsammans med sina syskon Christfried Kirch och Christine Kirch.